# RKG-3

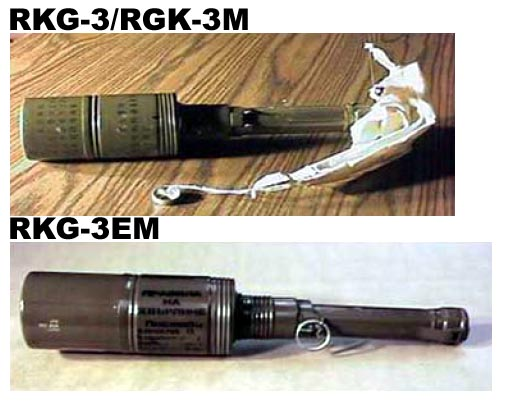

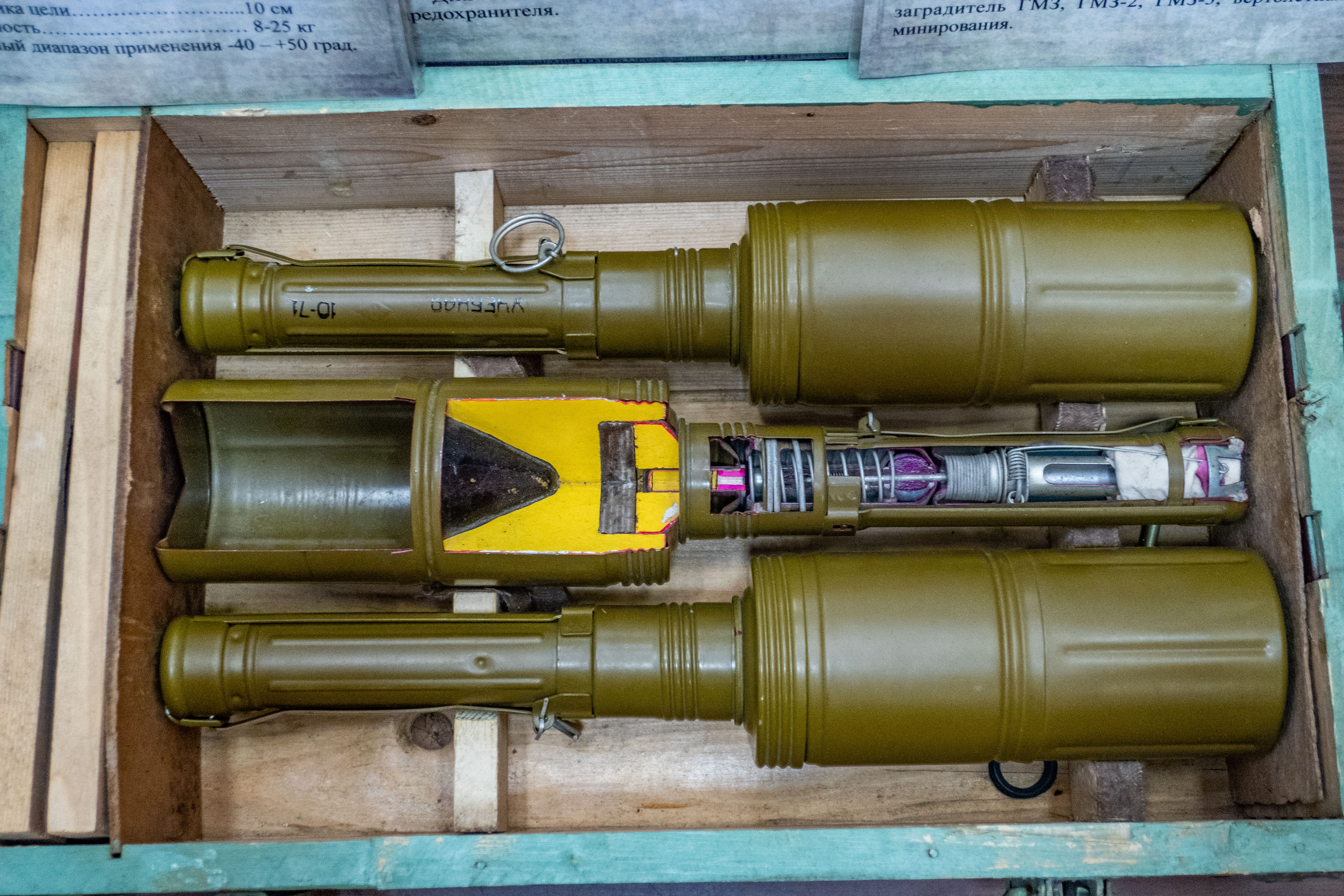
RKG-3 Granate, eine als Schnittmodell, Museum in Minsk

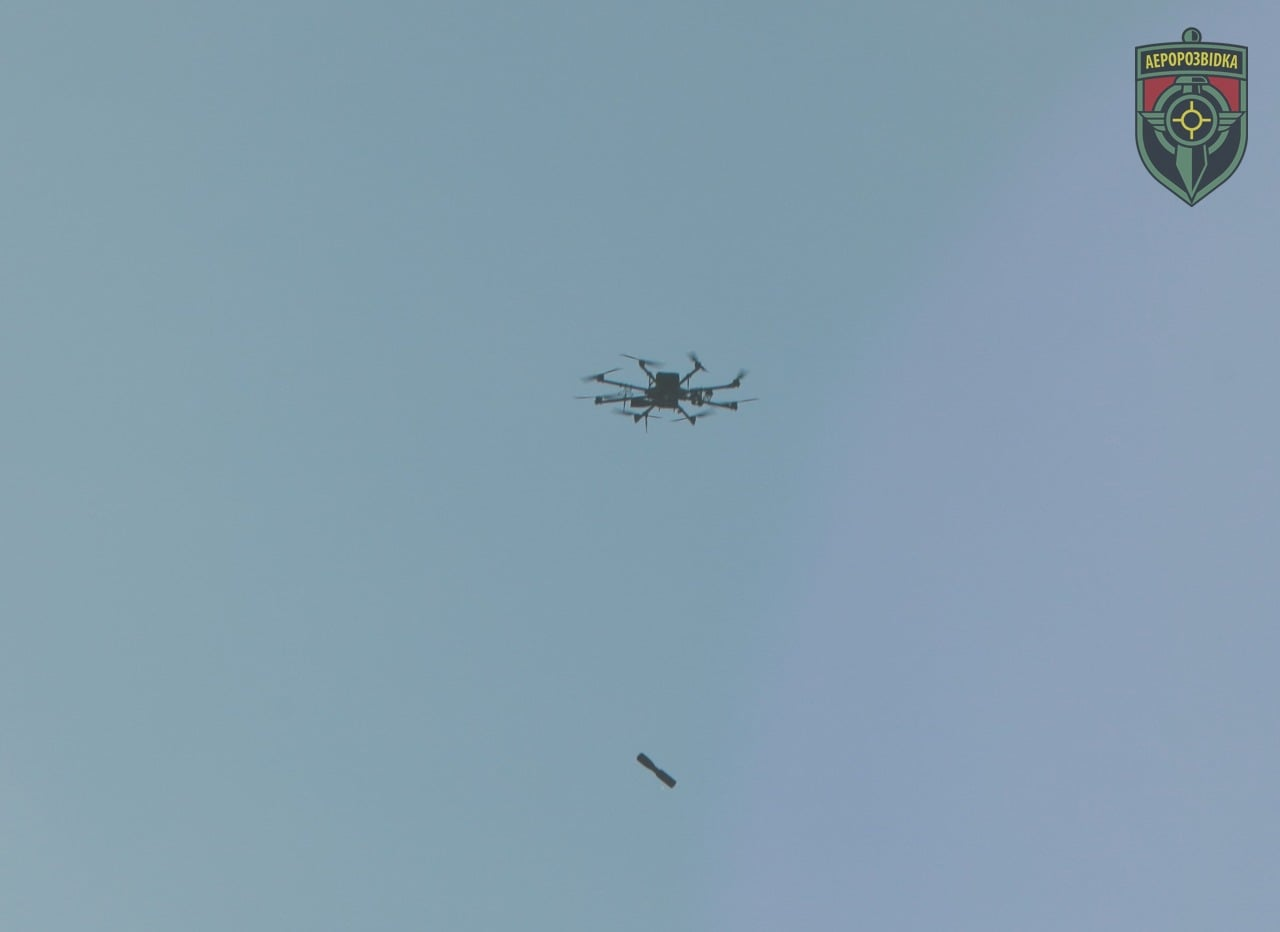
R18-Drohne wirft eine RKG-1600 ab, Trainingsgelände „Shirokyi Lan“, November 2020

RKG-3 ("Ручная кумулятивная граната РКГ-3", Transkription: "Rutschnaja Kumuljatiwnaja Granata", deutsch: "Hohlladungshandgranate") ist eine sowjetische Panzerabwehrhandgranate (GRAU-Index: 57-G-732).

## Geschichte
Die RKG-3 wurde Ende der 1940er Jahre, als die weltweit letzte Panzerabwehrhandgranate, vom Konstruktionsbüro GSKB-47 entwickelt. Die fortschrittlicheren Panzerabwehrwaffen der Infanterie, die Panzerabwehrhandwaffe RPG-2 und Raketenwerfer SPG-82 waren neu und galten als noch nicht ausgereift und konnten nicht auf sehr kurze Distanzen eingesetzt werden. Die RKG-3 sollte mit einer Wurfweite von 15–20 m die anderen Panzerabwehrwaffen ergänzen. Die RKG-3 löste die bis dahin verwendeten Panzerabwehrhandgranaten RPG-40, RPG-43 und RPG-6 ab. Diese Panzerabwehrhandgranaten waren gegen die neuen amerikanischen Kampfpanzer M26 Pershing und M46 nicht effektiv genug. 1950 wurde die RKG-3 in den Dienst der Sowjetarmee gestellt. Besonders Fallschirmjäger wurden mit der Granate ausgerüstet. In den späteren 1950er Jahren entstanden die verbesserte Modelle. So wurde die Auskleidung der Hohlladung geändert, was zu einer Vergrößerung der Durchschlagskraft geführt hat. In den Quellen kursieren verschiedene Bezeichnungen wie RKG-3E, RKG-3M und RKG-3T für diese nur intern verbesserten Modelle. Die Version RKG-3EM ist hingegen äußerlich größer, hatte einen größere Menge an Sprengstoff und somit eine noch größere Durchschlagskraft.
Die Sowjetunion exportierte die Granaten in Ländern in ihrer Einflusszone, z. B. Afghanistan, Ägypten, China, DDR, Irak, Jugoslawien, Nordkorea, Polen, Rumänien, Ungarn oder Vietnam. In Ägypten, DDR (teilweise als RKG-3Cu), China (als Typ 3) und in Jugoslawien (als M79) wurde die RKG-3 in Lizenz produziert.
Die Granate wurde bis 1981 produziert und bis in die 1980er Jahre in der Sowjetarmee eingesetzt, danach als Reserve eingelagert. Auch wenn die Waffe eine effektive Durchschlagsleistung hatte, glich der Angriff auf einen feindlichen Panzer einem Himmelfahrtskommando, weil man somit sehr nah an den Gegner herankommen musste. Die Waffe musste daher aus der Deckung heraus geworfen werden. Außerdem können Splitter der RKG-3 in einem Radius von 20 m tödlich sein, was den Werfer selbst treffen kann, wenn er nicht rechtzeitig in Deckung geht. Die Verfügbarkeit besserer Panzerabwehrwaffen, insbesondere der RPG-7, machte die RKG-3 zum großen Teil obsolet.
Die RKG-3 wurde im Jom-Kippur-Krieg (1973) erstmals in größerer Zahl eingesetzt. Während der Tschetschenienkriege setzten sie beide Seiten ein. Die Granate eignete sich sehr gut, um aus dem Fenster eines Gebäudes auf das Dach eines Panzerfahrzeugs geworfen zu werden. Sie wird aber auch in vielen anderen Konfliktregionen von Aufständischen verwendet, so in den Israelisch besetzte Gebieten oder im Irakkrieg. Im Irakkrieg hatte die Waffe für die Aufständischen den Vorteil, dass sie kompakt ist und kann leicht vor Kontrollen versteckt werden kann. Der Nachteil der geringen Distanz ist in einem asymmetrischen Konflikt nicht so groß, da sich Aufständische in der Regel plötzlich, aus mit Menschen belebten Plätzen, den Zielen näherten und innerhalb von wenigen Sekunden zuschlugen. Oft waren mehrere Werfer beteiligt. Wegen wiederholten Angriffen mit der RKG-3 sahen sich die Streitkräfte der Vereinigten Staaten gezwungen, taktische Gegenmaßnahmen zu ergreifen.
Die Ukraine konvertierte überschüssige RKG-3 zur RKG-1600 Freifallbomben zum Abwurf aus unbemannten Luftfahrzeugen. Bei der RKG-1600 werden nur die Granatenköpfe verwendet; statt des Stiels wird eine Leitflosse aus Kunststoff montiert.

## Technik
Die Granate besteht aus einem Kopf und einem Stiel, beide zylindrisch und aus Stahlblech und einer Zündkapsel. Im Granatenkopf befindet sich die panzerbrechende Hohlladung bestehend aus dem Sprengstoff TG-40 (Gemisch aus 40 % Trotyl 60 % Hexogen) und einer Auskleidung. Die Auskleidung der Hohlladung bestand zunächst Stahl, in späteren Modellen aus Kupfer. Der Granatenkopf ist in der oberen Hälfte hohl. Dieser Hohlraum wird benötigt damit die Hohlladung vor der Panzerung zündet und sich für den Durchschlag notwendige Metallstrahl bilden kann. Im Stiel der Granate befindet sich der Aufschlagzünder, zusammengefalteter Stabilisierungsschirm und die Sicherungsmechanismen. Beim Transport ist die Zündkapsel entfernt. Vor dem Gebrauch muss die Zündkapsel zwischen den getrennten Granatenkopf und den Stiel gesetzt werden, dann müssen Granatenkopf und Stiel verschraubt werden.
Die Granate ist mit verschiedenen Sicherungsmechanismen ausgestattet, um ihren Transport und Gebrauch sicher zu gestalten. Zunächst blockiert, wie bei den meisten Handgranaten üblich, ein Sicherungssplint mit Zugring die Mechanik und muss vor dem Wurf entfernt werden. Die Granate muss in einem kraftvollen Überkopf-Schwung vor dem Abwurf beschleunigt werden. Dadurch schnellt der Granatenkopf, relativ zum von dem Werfer festgehaltenen Stiel, nach vorne und entsichert eine weitere Sicherung. Damit entsperrt sich der Sicherungshebel, der vom Werfer samt Stiel mit der Hand umfasst wird. Erst wenn der Werfer die Granate beim Abwurf loslässt, trennt sich der Sicherungshebel samt Abdeckung vom Stiel und eine im Stiel gespannte Spiralfeder stößt den Stabilisierungsschirm aus. Eine weitere Sicherung sperrt den Zünder bis sich der Stabilisierungsschirm komplett entfaltet hat. Vier weitere gespannte Federn aus Draht entfalten den herausgestoßenen Stabilisierungsschirm aus Gewebe. Die letzte Sicherung soll die Explosion verhindern wenn die Granate kurz nach dem Abwurf auf ein Hindernis trifft. Der Stabilisierungsschirm sorgt dafür, dass die Granate mit dem Kopf voran auf das Ziel auftrifft. Wegen den ausgereiften Sicherungen gilt die Granate als relativ sicher gegen vorzeitige Explosion, auch bei unbeabsichtigtem Fall oder Aufprall. Die vielen Sicherungselemente machten aber die Produktion der Granate aufwändiger im Gegensatz zu ihren Vorgängern.
Zur Ausbildung stand die Übungsversion UPG-8 zur Verfügung. Diese enthielt eine kleine Signalladung und war wiederverwendbar. Mit besonderem Werkzeug ließ sich der Stabilisierungsschirm wieder im Griff verstauen.
| Typ                    | RKG-3 / RKG-3M / RKG-3E / RKG-3T | RKG-3EM |
| Gesamtlänge (mm)       | 362                              | 388     |
| Durchmesser Kopf (mm)  | 72                               | 76      |
| Durchmesser Stiel (mm) | 35                               | 30      |
| Gesamtgewicht (g)      | 1070                             | 1115    |
| Sprengstoffmasse (g)   | 310                              | 390     |
| Durchschlagskraft (mm) | 125–170                          | 220     |

## Mediale Rezeption
Eine bekannte Szene mit einer RKG-3 wird in dem US-amerikanischen Spielfilm American Sniper (2014) gezeigt. Der Angriff von Aufständischen auf einen US-amerikanischer Panzer wird realitätsfern dargestellt; die Angreifer rennen über offenes Feld und zeigen deutlich ihre Intentionen. Auch technisch ist die Szene fragwürdig dargestellt, denn die geworfene RKG-3 explodiert obwohl kein Stabilisierungsschirm herausgestoßen wurde und die Granate eigentlich gesichert sein sollte.